# Trikál József
Trikál József  (Balassagyarmat, 1873. december 15. – Budapest, 1950. február 11.) római katolikus pap, teológiai és filozófiai író, egyetemi tanár.

## Élete
A középiskolát Esztergomban végezte. 1892-ben a Pázmáneum növendéke lett. 1896. október 15-én szentelték pappá Udvardon, 1898-ban Esztergom-Vizivárosban káplán, 1900-től az esztergomi tanítónőképzőben, 1904-től Budapesten hittanár, és a Szent Imre-kollégium, 1909-től a Központi Papnevelő Intézet prefektusa. Budapesten, Lővenben, Párizsban és 1906–1907-ben Lipcsében filozófiát tanult, teológiából és filozófiából doktorált. 1914. január 21-én a budapesti hittudományi kar filozófiai nyilvános rendes tanára. 1921–1922-ben, 1925–1926-ban, és 1930–1931-ben a hittudományi kar dékánja, 1932–1933-ban az egyetem rektora, 1933–1934-ben prorektora. Vagyonából 10.000 pengőt adott a szegény és menekült egy. hallgatók segélyezésére. Szülővárosában templomot, szaléziánus rendházat és konviktust építtetett, játszótérnek telket vásárolt, 1939-ig 90.000 pengőt adott jótékony célokra. 1939–1945: a budapesti Pázmány Péter Tudományegyetem képviseletében tagja a felsőháznak. 1944. szeptember 1-jén nyugalomba vonult.
Egyéb tisztségei: 1910: püspöki kamarás, 1915: a Szent István Akadémia I. o-a alapító tagja, az ASzTT tagja, 1925: pápai prelátus, 1944: protonot.

## Művei
Trikál jelentős irodalmi tevékenységet fejtett ki. Munkáiban több gondolat Henri Bergsonra emlékeztet.

### Folyóiratcikkei
Tardos dr. álnéven cikkeket írt 1899–1917-ben az Alkotmányba; 1902-ben az Egyházi Közlönybe. Szerkesztette 1904-től az Új Magyar Siont.

### Önállóan megjelent művei
- Isten a történelemben. Esztergom, 1900.
- Az Esztergomi Érseki Tanítóképző Mária-Társulatának év- és vezérkönyv. Kiad. Uo., 1901.
- Szentbeszéd Szent Adalbert ünnepére. Uo., 1903.
- Duns Scot voluntarizmusa, tekintettel a modern voluntarizmusra. Budapest, 1907.
- A keresztény bölcselet akaratelméletének kifejlődése a 15. századig. Esztergom, 1910.
- Bölcseleti impresszionizmus. Budapest, 1911. (Különnyomat a Hittudományi Folyóiratból)
- A lélek, . Uo., 1911.
- William James bölcselete. Uo., 1912. (Különnyomat a Hittudományi Folyóiratból)
- Bevezetés a középkori keresztény bölcselet történetébe. Uo., 1913.
- Egység felé. Uo., 1914. (új kiad. 1932)
- A lélek teremtő tevékenysége. Uo., 1919.
- Természetbölcselet. Uo., 1924. (Szent István könyvek 13.)
- A gondolkodás művészete. Uo., 1926. (uaz 40.)
- A jelenségekből a valóságba. Uo., 1929. (uaz 66–67.)
- A lélek rejtett élete. Uo., 1931. (uaz 89.)
- Az okkultizmus bölcselet szempontból. Uo., 1931.
- Korunk lelkének válsága. Székfoglaló beszéd. Uo., 1932.
- Az új ember. Nova creatura, . Budapest, 1932.
- A felsőbbrendű ember. Uo., 1933.
- Kiss János emlékezete. Uo., 1933. (A SZIA emlékbeszédei II. 3.)
- Érdemes-e élni? Madách tanulm. Balassagyarmat, 1934. (Különnyomat a Nógrádi Hírlapból)
- Új élet a régi romjain. Budapest, 1934.
- Új szellemiség. Uo., 1936.
- Az új nemzedék lelkisége, . Uo., 1936.
- Krisztus közöttünk él! Rákospalota, 1938. (Lelki kultúra könyvei 7.)
- Az élet újjáteremtése. Uo., 1940. (uaz 14.)
- Az isteni lét dicsősége. Uo., 1942. (uaz 17.)
- Az isteni szellemiség útjai. Változatok egy téma körül. Budapest, 1942.
- Semmiből a végtelenbe. Uo., 1943.